# Backa en Smeberg
Backa en Smeberg (Zweeds: Backa och Smeberg) is een småort in de gemeente Tanum in het landschap Bohuslän en de provincie Västra Götalands län in Zweden. Het småort heeft 83 inwoners (2005) en een oppervlakte van 15 hectare. Eigenlijk bestaat het småort uit twee plaatsjes: Backa en Smeberg.